# Randy Colley
Randy Colley (Flint, Míchigan, 2 de mayo de 1950-14 de diciembre de 2019), más conocido como Moondog Rex, fue un luchador profesional estadounidense.

## Carrera
Colley compitió en la World Wrestling Federation, donde en 1981 ganó el Campeonato en Parejas de la WWF junto a Moondog King (más tarde reemplazado por Moondog Spot) como los Moondogs. En 1984, Rex tuvo una oportunidad por el título de la WWF contra Hulk Hogan en las grabaciones de la televisión canadiense que se transmitió al aire en la All-Star Wrestling.
Poco después de su debut como el original Demolition Smash a principios de 1987, Colley fue reemplazado por Barry Darsow debido a una disputa contractual que lo llevó a dejar la compañía (además, el rostro de Colley fue visible incluso con el maquillaje, por lo que los aficionados cantaran "Moondog" cuando estaba en el ring). Colley fue colocado en un tag team de corta duración con José Luis Rivera, quien era la mitad de Los Conquistadores. Este nuevo equipo fue conocido como The Shadows.

## En lucha
- Con Moondog King o Moondog Spot
  - Backbreaker hold / Diving elbow drop combination – WWF

- Managers
  - Lou Albano[5]
  - Oliver Humperdink[6][7]

## Campeonatos y logros
- Continental Wrestling Association

- AWA Southern Tag Team Championship (1 vez) – con Moondog Spot

- Georgia Championship Wrestling

- NWA Georgia Tag Team Championship (2 veces) – con Assassin #1

- Gulf Coast Championship Wrestling - Southeastern Championship Wrestling

- NWA Gulf Coast Tag Team Championship (1 vez) – con Jim Dalton
- NWA Southeastern Continental Tag Team Championship (1 vez) – con D.I. Bob Carter

- Mid-South Wrestling Association

- Mid-South North American Heavyweight Championship (1 vez)
- Mid-South Tag Team Championship (1 vez) – con Eddie Gilbert

- United States Wrestling Association

- USWA World Tag Team Championship (3 veces) – con Moondog Spot

- World Wrestling Council

- WWC North American Tag Team Championship (2 veces) – con Moondog Spot
- WWC World Tag Team Championship (1 vez) – con Moondog Spot
- WWC Caribbean Tag Team Championship (1 vez) – con Moondog Spot

- World Wrestling Federation

- WWF Tag Team Championship (1 vez) – con Moondog King y el reemplazo de pareja Moondog Spot